# Bardsragujn chumb 2013-2014
Il Bardsragujn chumb 2013-2014 è stata la 22ª edizione della massima serie del campionato di calcio armeno disputata tra il 3 agosto 2013 e il 18 maggio 2014. Il Banants ha vinto il primo campionato della sua storia.

## Stagione

### Novità
La squadra Banants, retrocessa nel campionato precedente, è stata riammessa a causa del fallimento dell'Impuls. La squadra promossa invece dall'Aradżin Chumb 2012-2013 è stata l'Alashkert.

## Formula
Le otto squadre partecipanti disputano un doppio turno di andata e ritorno per un totale di 28 partite.
La squadra campione d'Armenia si qualifica alla UEFA Champions League 2014-2015 partendo dal secondo turno preliminare.
Le squadre classificate al secondo e terzo posto sono ammesse alla UEFA Europa League 2014-2015 partendo dal primo turno preliminare, con il vincitore della Coppa Nazionale che parte invece dal secondo turno preliminare.
L'ultima retrocede in Aradżin Chumb.

## Squadre partecipanti
| Club        | Città  | Stadio                | Posizione 2012-2013       |
| ----------- | ------ | --------------------- | ------------------------- |
| Alaškert    | Erevan | Nairi Stadium         | 1º posto in Aradżin Chumb |
| Ararat      | Erevan | Stadio Hrazdan        | 7º posto                  |
| Banants     | Erevan | Stadio Banants        | 8º posto                  |
| Ganjasar    | Kapan  | Stadio Ganjasar       | 3º posto                  |
| Mika Erevan | Erevan | Stadio Mika           | 2º posto                  |
| P'yownik    | Erevan | Stadio Hanrapetakan   | 4º posto                  |
| Širak       | Gyumri | Stadio Arnar (Ijevan) | Campione                  |
| Ulisses     | Erevan | Stadio Hrazdan        | 6º posto                  |

## Classifica
|                    | Pos. | Squadra     | Pt | G  | V  | N  | P  | GF | GS | DR  |
| ------------------ | ---- | ----------- | -- | -- | -- | -- | -- | -- | -- | --- |
| Armenia (bandiera) | 1.   | Banants     | 50 | 28 | 14 | 8  | 6  | 38 | 23 | +15 |
|                    | 2.   | Širak       | 47 | 28 | 13 | 8  | 7  | 48 | 31 | +17 |
|                    | 3.   | Mika Erevan | 47 | 28 | 12 | 11 | 5  | 36 | 27 | +9  |
|                    | 4.   | Ararat      | 44 | 28 | 12 | 8  | 8  | 30 | 23 | +7  |
|                    | 5.   | Ganjasar    | 35 | 28 | 8  | 11 | 9  | 36 | 31 | +5  |
|                    | 6.   | P'yownik    | 32 | 28 | 8  | 8  | 12 | 41 | 39 | +2  |
|                    | 7.   | Ulisses     | 25 | 28 | 7  | 4  | 17 | 21 | 45 | -24 |
|                    | 8.   | Alaškert    | 24 | 28 | 6  | 6  | 16 | 38 | 69 | -31 |

Legenda:

      Campione d'Armenia e ammessa alla UEFA Champions League 2014-2015
      Ammesse alla UEFA Europa League 2014-2015
      Retrocessa in Aradżin Chumb 2014-2015
Note:

Tre punti a vittoria, uno a pareggio, zero a sconfitta.

## Risultati
|           | Ala     | Ara     | Ban     | Gan     | Mik     | Pyu     | Šir     | Uli     |
| --------- | ------- | ------- | ------- | ------- | ------- | ------- | ------- | ------- |
| Alashkert | ––––    | 0-3 0-0 | 2-2     | 2-1 2-3 | 1-2 0-1 | 0-5 5-1 | 1-1 1-2 | 1-2 5-1 |
| Ararat    | 5-0 1-0 | ––––    | 0-0 1-2 | 3-2 0-0 | 0-1 1-1 | 2-0 1-1 | 0-3 1-4 | 2-0 1-2 |
| Banants   | 7-0 2-0 | 0-0 2-1 | ––––    | 0-0 1-0 | 2-1 2-3 | 2-2 1-0 | 1-0 3-1 | 2-1 2-0 |
| Ganjasar  | 9-2 0-2 | 0-1 2-1 | 2-1 2-0 | ––––    | 1-1 1-2 | 2-3 0-0 | 2-0 0-0 | 1-0 0-2 |
| Mika      | 0-2 1-1 | 0-1 2-0 | 0-0 2-0 | 1-1 0-0 | ––––    | 3-0 2-1 | 2-2 1-1 | 2-1 4-0 |
| Pyunik    | 3-1 5-1 | 0-1     | 0-0 0-1 | 2-2 1-1 | 1-1 4-0 | ––––    | 1-2 2-1 | 3-3 2-0 |
| Širak     | 5-2 4-1 | 1-1 0-0 | 2-1 0-1 | 2-3 1-1 | 1-1 2-0 | 0-2 3-1 | ––––    | 2-1 3-1 |
| Ulisses   | 1-1 0-3 | 0-1     | 1-0 0-1 | 0-0 1-0 | 1-1 0-1 | 1-0 2-1 | 0-3 0-2 | ––––    |

## Classifica marcatori
| Gol |  |  | Giocatore         | Squadra     |
| --- |  |  | ----------------- | ----------- |
| 17  |  |  | Mihran Manasyan   | Alaškert    |
| 15  |  |  | Serge Deble       | Širak       |
| 10  |  |  | Sarkis Baloyan    | P'yownik    |
| 10  |  |  | Gevorg Nranyan    | Ararat      |
| 10  |  |  | Aleksandar Rakić  | Ararat      |
| 9   |  |  | Dame Diop         | Širak       |
| 8   |  |  | Narek Beglaryan   | Ganjasar    |
| 8   |  |  | Vardges Satumyan  | Mika Erevan |
| 7   |  |  | Andranik Barikyan | Širak       |
| 7   |  |  | Artak Dašyan      | Ganjasar    |
| 7   |  |  | Norayr Gyozalyan  | Alaškert    |
| 5   |  |  | Rumyan Hovsepyan  | Banants     |
| 5   |  |  | Gevorg Karapetyan | Banants     |

## Verdetti
- Campione:  Banants
- In UEFA Champions League 2014-2015:  Banants
- In UEFA Europa League 2014-2015:  Širak,  Mika Erevan e  P'yownik
- Retrocessa in Aradżin Chumb:  Alaškert